# Quận Saline, Kansas
Quận Saline là một quận thuộc tiểu bang Kansas, Hoa Kỳ. Theo điều tra dân số năm 2000 của Cục điều tra dân số Hoa Kỳ, quận có dân số 53.597 người. Quận lỵ là Salina. Quận này thuộc vùng thống kê tiểu đô thị Salina.